# La Muela (Lena)
La Muela es una entidad de población española del municipio de Lena, en la comunidad autónoma de Asturias.

## Historia
A mediados del siglo XIX, el lugar dependía del ayuntamiento de Pola de Lena y pertenecía a la parroquia de Muñón Cimero. Aparece descrito en el decimoprimer volumen del Diccionario geográfico-estadístico-histórico de España y sus posesiones de Ultramar de Pascual Madoz de la siguiente manera:

MUELA (la): l. en la prov. de Oviedo: ayunt. de la Pola de Lena y felig. de Sta. Maria de Muñoncimero. (V.)
(Madoz, 1848, p. 671)

En 2022, la entidad singular de población de La Muela, perteneciente al municipio de Lena, tenía empadronados 0 habitantes.